# Carapa gogo
Carapa gogo är en tvåhjärtbladig växtart som beskrevs av Auguste Jean Baptiste Chevalier och Kenfack. Carapa gogo ingår i släktet Carapa och familjen Meliaceae. Inga underarter finns listade i Catalogue of Life.